# 多佛鎮區 (密歇根州萊克縣)
多佛鎮區（英語：Dover Township）是位於美國密歇根州萊克縣的一個行政鎮區。

## 地方資料
多佛鎮區的面積為95.80平方千米，當中陸地面積為95.30平方千米，而水域面積為0.50平方千米。根據2020年美國人口普查的數據，當地共有人口383人，而人口密度為每平方千米4人。